# Subprionomitus ferus
Subprionomitus ferus är en stekelart som först beskrevs av Girault 1922.  Subprionomitus ferus ingår i släktet Subprionomitus och familjen sköldlussteklar. Inga underarter finns listade i Catalogue of Life.